# Complexe fer hydroxyde-polymaltose
Le complexe d’hydroxyde de fer-III-polymaltose est un médicament pour le traitement de l'anémie ferriprive (carence en fer) et appartient au groupe des préparations orales à base de fer. La préparation est un complexe macromoléculaire composé d’hydroxyde de fer III (fer trivalent, Fe 3+) et de l’excipient polymaltose. Il est disponible sous forme solide comme comprimé filmé ou comprimé à mâcher, ou sous forme liquide comme sirop, solution buvable ou gouttes. Il est utilisé pour le traitement de la carence en fer sans anémie (carence en fer latente) ou avec anémie (carence en fer manifeste). Avant l’utilisation, la carence en fer devrait être confirmée par un diagnostic et des analyses de laboratoire, comme un faible taux de ferritine, ou une faible saturation de la transferrine.
Le principe actif est sur le marché depuis 1978 et il est autorisé dans plus de 85 pays.

## Mécanisme d'action
Le principe actif est absorbé dans l’intestin grêle, principalement dans le duodénum et le jéjunum. L’absorption s’effectue grâce à un mécanisme actif contrôlé. Il n’existe aucune diffusion passive, ce qui garantit qu’une quantité pratiquement nulle de fer non lié à la transferrine parvient dans le sang. Le fer absorbé est majoritairement stocké dans le foie sous forme de ferritine (fer de stockage) et mis à disposition de l’organisme pour différentes fonctions, principalement pour la synthèse de l’hémoglobine dans les globules rouges, où il sert à transporter l’oxygène dans le sang.

## Pharmacodynamique
L’absorption dans les érythrocytes du fer administré par voie orale via le complexe fer-polymaltose est corrélée avec l’absorption dans l’intestin. L’absorption relative régresse avec l’augmentation de la dose. Plus l’absorption est grande, plus la carence en fer est marquée. Comme pour toutes les préparations orales à base de fer, seul environ 10 à 15 % du fer est absorbé. Une dose de 100 mg de fer est donc nécessaire pour une absorption de 10 mg.

## Pharmacocinétique
Après l’administration, la capacité maximale d’absorption est déjà atteinte après 30 minutes et on observe une absorption continuellement croissante sur 24 heures. Le fer non absorbé est éliminé via les selles.

## Efficacité, sécurité
L’efficacité et la sécurité ont été analysées et documentées dans de nombreuses études cliniques menées chez des populations différentes, notamment chez les enfants, les adolescents, les adultes et les seniors ainsi que chez les femmes enceintes et chez les mères allaitantes.

### Principales études cliniques

#### Étude chez les femmes enceintes[6]
Étude multicentrique, contrôlée, randomisée et ouverte chez les femmes enceintes présentant une anémie ferriprive. Les femmes ont reçu une préparation de fer-polymaltose 100 mg deux fois par jour, comparé au sulfate de fer administré aux mêmes conditions. L'étude a duré 90 jours. Les résultats montrent une amélioration de la valeur de l’hémoglobine après 90 jours de 2,16 g/dl (fer-polymaltose) et 1,93 g/dl (sulfate de fer). Taux de ferritine après 90 jours : 179 ng/mL (fer-polymaltose), 157 ng/mL (sulfate de fer). Des effets indésirables sont constatés chez 29,3 % des patients sous fer-polymaltose et chez 56,4 % sous sulfate de fer.

#### Étude chez les enfants[7]
Étude ouverte et randomisée chez les enfants présentant une anémie ferriprive. Les enfants ont reçu du fer-polymaltose à une dose de 5 mg par kg de poids corporel en une administration par jour, comparé au sulfate de fer à une dose de 5 mg/kg de poids corporel divisé en deux administrations par jour. L'étude a duré quatre mois. Les résultats montrent une amélioration de la valeur de l’hémoglobine après 4 mois de 2,3 g/dl (fer-polymaltose) et de 3 g/dl (sulfate de fer). On constate moins d’effets indésirables gastro-intestinaux sous fer-polymaltose. L’acceptance moyenne après quatre mois était plus élevée avec le fer-polymaltose qu’avec le sulfate de fer.

#### Étude chez l’adulte[8]
Étude multicentrique, randomisée et menée en double aveugle chez l’adulte présentant une anémie ferriprive. Les enfants ont reçu une solution de fer-polymaltose 100 mg, deux fois par jour, comparé au sulfate de fer 60 mg, trois fois par jour. L'étude a duré 9 semaines. Les résultats montrent amélioration de la valeur de l’hémoglobine dans les deux groupes après 3, 6 et 9 semaines. Après 3 et 6 semaines, une plus forte amélioration était observable dans le groupe sous sulfate de fer. Après 9 semaines, amélioration comparable dans les deux groupes. Des effets indésirables sont survenus chez 22 % des patients sous fer-polymaltose et chez 25 % des patients sous sulfate de fer.

### Contre-indications
En cas d’hypersensibilité ou d’intolérance connue au principe actif ou à un des excipients, le fer-polymaltose ne doit pas être utilisé. En cas d’anémie d’étiologie autre que la carence en fer, de surcharge ferrique ou de trouble de l’utilisation du fer connu, aucune préparation ferrique ne doit être administrée.
Le fer-polymaltose ne doit pas être administré parallèlement à des préparations ferriques parentérales. Les interactions avec d’autres médicaments ou aliments ne sont pas connues.

### Effets indésirables
Les effets indésirables courants (fréquence de 1 à 10 %) comprennent notamment : coloration des selles, diarrhée, nausées et dyspepsie. Les effets indésirables inhabituels (fréquence de 0,1 à 1 %) comprennent entre autres : constipation, vomissements, douleurs abdominales, coloration des dents, prurit et céphalées. Les effets indésirables très rares (fréquence de 0,01 à 0,1 %) comprennent les réactions allergiques. 

## Dosage et administration
La préparation est disponible sous différentes formes galéniques : sirop, gouttes, solution buvable, comprimés filmés, comprimés à mâcher. Le sirop, les gouttes et la solution buvable sont avant tout utilisés chez les enfants. Le dosage est déterminé en fonction de l’âge.
Les recommandations posologiques générales suivantes sont à observer (en cas de carence en fer avec anémie) :
- Nourrissons prématurés : 2,5–5 mg/kg de poids corporel
- Enfants jusqu’à un an : 25–50 mg
- Enfants de un à 12 ans : 50–100 mg
- Adolescents à partir de 12 ans et adultes: 100–300 mg
- Femmes enceintes : 200–300 mg

La quantité de principe actif par unité est de 100 mg de fer par comprimé à mâcher ou comprimé filmé, 50 mg de fer pour 1 mL de gouttes, 10 mg de fer pour 1 mL de sirop et de 100 mg de fer pour une solution buvable de 5 mL.
Le fer-polymaltose devrait être pris avec les repas car cela améliore l’absorption.

## Excipients
La préparation contient différents excipients, en fonction de la forme galénique.
Les comprimés à mâcher peuvent contenir du cyclamate, de la vanilline, des arômes. Les gouttes peuvent contenir les agents conservateurs E217 et E219, du saccharose, de la vanilline et des arômes. Le sirop Maltofer peut contenir les agents conservateurs E216 et E218, du saccharose, de la vanilline et des arômes. La solution buvable Maltofer peut contenir les agents conservateurs E217 et E219, du saccharose, de la vanilline et des arômes.

## Emballage, stockage
La préparation devrait être stockée dans son emballage d’origine à température ambiante (15–25 °C) et utilisée au plus tard jusqu’à la date figurant sur l’emballage.